# デラウェア州の旗
デラウェア州の旗（デラウェアしゅうのはた）は、アメリカ合衆国デラウェア州の州旗。青地の上にオレンジ色のダイヤモンド形、その中に州の紋章がデザインされている。日付「1787年12月7日」はデラウェア州がアメリカ合衆国憲法を批准した最初の州で、この日に批准したことを示している。州旗の色は、当時のジョージ・ワシントン将軍の制服の色を反映している。
旗の中心にある州の紋章は、1777年1月17日に導入されたもの。小麦の束、とうもろこし、雄牛というデラウェアの農畜産物がデザインされた盾を中央とし、その上に帆船がある。左右から農夫と軍人が盾を支えている。その下のバナーに州のモットー「LIBERTY AND INDEPENDENCE（自由と独立）」が記されている。
この州旗は1913年7月24日に制定された。アメリカ独立戦争でのデラウェア連隊は紋章の背景が青い同様の旗を使用した。